# 梅克伦堡-前波美拉尼亚州立足球协会
梅克伦堡-前波美拉尼亚州立足球协会（德語：Landesfußballverband Mecklenburg-Vorpommern，简称梅前州足协(LFV)）是德国联邦州梅克伦堡-前波美拉尼亚各足球俱乐部的联合组织，覆盖范围包括梅克伦堡湖区、前波美拉尼亚-吕根、什未林/西北梅克伦堡县、西波美拉尼亞/格赖夫斯瓦尔德、瓦尔诺和西梅克伦堡的足球区。梅前州足协成立于1990年，总部设在罗斯托克。现任协会主席为约阿希姆·马苏赫（Joachim Masuch）。
梅前州足协从属于东北德足球协会，为德国足球协会辖下的21个州级协会之一。此外，它还是梅克伦堡-前波美拉尼亚州立体育协会的成员，以及是帕尔希姆体校（Sportschule Parchim）的持有者。截至2016年，梅前州足协共拥有57,259位注册球员、469个成员俱乐部和1780支球队在联赛系统中作赛。
梅前州足协的顶级足球联赛是梅克伦堡-前波美拉尼亚协会联赛，跟随其下的依次是州级联赛和州等联赛。州内最重要的锦标赛则为梅克伦堡-前波美拉尼亚杯，其冠军可直接入围德国足协杯首轮。